# Thomas Lackner
Thomas Lackner (* 9. April 1993 in Hall in Tirol) ist ein österreichischer Skispringer.

## Werdegang
Lackner gab am 1. März 2008 in Bois-d’Amont bei einem Juniorenwettkampf sein internationales Debüt und belegte den dritten Platz. Nach mehreren Starts im Alpencup gab er am 31. Jänner 2009 in Eisenerz sein Debüt im FIS-Cup und belegte den 14. Platz. Im Sommer 2010 debütierte Lackner in Villach im Continental Cup und schaffte es mit den Plätzen elf und 19 auf Anhieb in die Punkte. In diesem Sommer ging er noch bei mehreren FIS-Cups und Alpencups an den Start. Zu Beginn des Winters ging Lackner bei mehreren Alpencups an den Start. In Neustadt und Bischofshofen startete er im Continental Cup und schaffte es immer in den 2. Durchgang. In Iron Mountain verpasste Lackner diesen als 38. von 42 Springern jedoch deutlich. Wenig später gewann er einen FIS-Cup in Villach. In Lauscha gewann er seinen ersten Alpencup. Im Sommer 2010 ging Lackner nur im Alpencup an den Start und gewann drei von vier Springen. Auch im Winter ging er außer bei den Continental Cups in Brotterode und Kranj sowie den FIS-Cups in Ruhpolding nur im Alpencup an den Start. Am Ende gewann er mit großem Vorsprung die Gesamtwertung des Alpencups vor Stefan Kraft und Jaka Hvala. Bei der Junioren-WM 2011 in Otepää belegte er im Einzel den sechsten Platz und gewann im Team mit Michael Hayböck, Stefan Kraft und Markus Schiffner die Goldmedaille. Zwei Jahre später konnte er bei der Junioren-WM 2013 in Liberec nicht an diese Platzierungen anknüpfen und wurde Zwölfter im Einzelspringen und Vierter mit der Mannschaft.
Nachdem er bereits an der Winter-Universiade 2015 im slowakischen Štrbské Pleso teilgenommen hatte, konnte er bei der Winter-Universiade 2017 im kasachischen Almaty die Bronzemedaille von der Normalschanze hinter dem Japaner Naoki Nakamura und dem Russen Michail Maximotschkin gewinnen.
Seinen ersten Einsatz im Weltcup hatte Lackner am 4. Jänner 2018 als Springer der Nationalen Gruppe der Österreicher während der Vierschanzentournee 2017/18 in Innsbruck, wo er den 43. Platz belegte. Seine folgenden Einsätze im Weltcup konnte er erst in der Weltcup-Saison 2020/21 absolvieren, als große Teile der österreichischen Mannschaft aufgrund von Corona-Erkrankungen pausieren mussten, dabei erreichte er gleich am ersten Wettkampftag in Nischni Tagil einen 4. Platz. Bei der Vierschanzentournee 2020/21 erreichte er mit Rang 22 seine bisher beste Tournee-Platzierung. In der Weltcup-Gesamtwertung wurde er 36. In der Folgesaison gehörte er dem A-Kader des österreichischen Verbandes an und sprang wieder im Continental Cup. Nach überwiegend einstellige Platzierungen in dieser Wettkampfserie wurde er bei der Vierschanzentournee 2021/22 für die Nationale Gruppe bei den beiden Springen in Österreich berücksichtigt. Er qualifizierte sich jeweils auch für den Wettkampf, konnte dort aber nicht den zweiten Durchgang erreichen. Daraufhin wurde er weiter im Continental Cup eingesetzt und konnte am 22. Jänner 2022 in Innsbruck als Zweiter seine erste Podiumsplatzierung in diesem Wettbewerb erlangen, der er als Dritter am Folgetag seine zweite folgen ließ. Am 5. März 2022 gewann er auf der Salpausselkä-Schanze im finnischen Lahti erstmals ein Continental-Cup-Springen. Eine Woche später folgte der zweite Erfolg im polnischen Zakopane. Lackner gewann daraufhin die Winter-Wertung des Continental Cups, in der Gesamtwertung wurde er Zweiter.

### Erfolge

#### Continental-Cup-Siege im Einzel
| Nr. | Datum         | Ort      | Typ         |
| --- | ------------- | -------- | ----------- |
| 1.  | 5. März 2022  | Lahti    | Großschanze |
| 2.  | 12. März 2022 | Zakopane | Großschanze |

## Statistik

### Weltcup-Platzierungen
| Saison  | Platz | Punkte |
| ------- | ----- | ------ |
| 2020/21 | 036.  | 093    |
| 2021/22 | 045.  | 049    |

### Grand-Prix-Platzierungen
| Saison | Platz | Punkte |
| ------ | ----- | ------ |
| 2021   | 058.  | 021    |
| 2022   | 031.  | 045    |

### Continental-Cup-Platzierungen
| Saison  | Platz | Punkte |
| ------- | ----- | ------ |
| 2009/10 | 081.  | 0085   |
| 2010/11 | 164.  | 0006   |
| 2011/12 | 101.  | 0040   |
| 2012/13 | 125.  | 0035   |
| 2016/17 | 059.  | 0158   |
| 2017/18 | 023.  | 0425   |
| 2018/19 | 104.  | 0038   |
| 2019/20 | 086.  | 0064   |
| 2020/21 | 068.  | 0026   |
| 2021/22 | 002.  | 1.117  |
| 2022/23 | 069.  | 0059   |